# کوین کمپل
کوین کمپل (اسلوونیایی: Kevin Kampl؛ زادهٔ ۹ اکتبر ۱۹۹۰) بازیکن فوتبال اهل اسلوونی است.
از باشگاه‌هایی که در آن بازی کرده‌است می‌توان به بایر لورکوزن، گروتر فورث، ردبول سالزبورگ، بروسیا دورتموند و لایپزیگ اشاره کرد.
وی همچنین در تیم ملی فوتبال اسلوونی بازی کرده‌است.

## زندگی عادی
کمپل در سولینگن ،آلمان متولد شد. والدین وی از ماریبور، شهری در نزدیکی مرز اتریش در شمال شرقی اسلوونی به آلمان نقل مکان کردند. کمپل تابعیت دوگانه دارد و واجد شرایط بازی برای آلمان بود، اما اسلوونی را زود انتخاب کرد.

## عملکرد باشگاهی

### دوران جوانی
کمپل کار خود را با بایر لورکوزن آغاز کرد. پس از چند سال حضور در تیم جوانان بایر لورکوزن دوم، وی برای گروتر فروث قرارداد امضا کرد. در ۳۰ اوت ۲۰۱۰، او با گروتر فروث قرارداد قرضی یک فصله امضا کرد. کمپل اولین بازی خود را در تاریخ ۲۹ اکتبر ۲۰۱۰ به عنوان جایگزین دیرهنگام در پیروزی در بوندس لیگا۲ برابر ارتسگبیرگ آئو انجام داد. بعد از گذشت تنها نیم فصل برای گروتر فروث، وی در طی پنجره نقل و انتقالات زمستانی ۲۰۱۰–۱۱ به بایر لورکوزن بازگشت. کمپل اولین بازی خود در فصل ۲۰۱۰–۱۱ لورکوزن را به عنوان جایگزین نیمه دوم در بازی در لیگ اروپا مقابل متالیست خارکوف انجام داد.
در تابستان سال ۲۰۱۱، کامپل به اسنابروک در لیگا ۳ منتقل شد. بعد از گذراندن یک فصل عالی برای اسنابروک، او به باشگاه جدید وی اف آر آلن با هزینه نقل و انتقالات ۲۵۰٬۰۰۰ یورو پیوست. با این حال، او فقط چهار مسابقه برای آلن بازی کرد، دو گل به ثمر رساند و سه پاس گل داد.
این شروع شگفت‌انگیز توجه قهرمان اتریش ردبول سالزبورگ را به خود جلب کرد و آنها قبل از پایان پنجره نقل و انتقالات با اجرای بند آزادی وی به مبلغ ۳ میلیون یورو او را به دست آوردند. او در ابتدای فصل ۲۰۱۳–۱۴ بهترین بازیکن بوندس لیگا اتریش معرفی شد اما مجبور شد در نهایت این جایزه را به فیلیپ هوسینر اعطا کند.

### بروسیا دورتموند
در ۲۲ دسامبر ۲۰۱۴، اعلام شد که وی با قراردادی ۵ ساله با هزینه ۱۲ میلیون یورو در تاریخ ۱ ژانویه ۲۰۱۵ به بوروسیا دورتموند پیوست. او در ابتدا به لایپزیگ می‌رفت. او اولین بازی خود را در ۳۱ ژانویه ۲۰۱۵ انجام داد. در ۲۸ آوریل ۲۰۱۵، در نیمه نهایی جام حذفی فوتبال آلمان برابر بایرن مونیخ، کمپل در دقیقه ۸۳ به جای یاکوب بلاژیکوفسکی به زمین آمد و پس از دریافت کارت زرد دوم، اخراج شد. دورتموند در ضربات پنالتی راهی فینال شد.

### بایر لورکوزن
در ۲۸ اوت ۲۰۱۵، کمپل با قراردادی ۵ ساله به بایر لورکوزن بازگشت. او اولین بازی خود را در تاریخ ۱۲ سپتامبر ۲۰۱۵ در مقابل دارمتشات انجام داد. در ۲۶ سپتامبر، کمپل اولین گل خود را برای لورکوزن در برد ۳–۰ خارج از خانه مقابل وردربرمن به ثمر رساند. بعداً، در ۲۰ اکتبر، او اولین گل خود در لیگ قهرمانان اروپا را در مرحله گروهی در تساوی ۴–۴ خانگی مقابل رم به ثمر رساند.

### لایپزیگ
در تاریخ ۳۱ اوت ۲۰۱۷، کمپل با قراردادی ۴ ساله با هزینه انتقال ۲۰ میلیون یورو به لایپزیگ پیوست.

## عملکرد بین‌المللی
کمپل اولین بازی خود را برای اسلوونی در ۱۲ اکتبر ۲۰۱۲ انجام داد. او اولین گل خود را در ۶ سپتامبر ۲۰۱۳ مقابل آلبانی، که اسلوونی با نتیجه ۱ بر صفر پیروز شد، به ثمر رساند. کمپل دومین گل خود را در دیدار مقدماتی یورو ۲۰۱۶ مقابل سان مارینو به ثمر رساند. در اکتبر سال ۲۰۱۶، تیم اسلوونیایی بیانیه "محکوم به عدم حضور کمپل در هر دو بازی" را منتشر کرد. در پاسخ، کمپل اظهار داشت "اولا، من همیشه با غرور و خوشبختی برای اسلوونی بازی می‌کنم و قصد دارم در آینده این کار را انجام دهم" و ثانیاً، من این موضوع را روشن کرده‌ام که دفعه دیگر در دسترس خواهم بود، اکنون فقط به استراحت نیاز دارم. "
کمپل در اواخر سال ۲۰۱۸ به دلایل شخصی از تیم ملی خداحافظی کرد. او ۲۸ بازی به دست آورد و ۲ گل به ثمر رساند.

## افتخارات

#### ردبول سالزبورگ
- بوندس لیگای اتریش:۱۴–۲۰۱۳
- جام حذفی فوتبال اتریش:۱۴–۲۰۱۳

#### فردی
- بهترین بازیکن سال اسلوونی:۲۰۱۳٬۲۰۱۴